# Синдром Экарди — Гутьер
Синдром Экарди — Гутьер (также синдром Айкарди — Гутьереса, AGS (от англ., Aicardi–Goutières syndrome)) — является редким, обычно начинающимся в раннем детстве, воспалительным заболеванием, чаще всего поражающим мозг и кожу. У большинства пациентов наблюдаются серьёзные соматические проявления и умственная отсталость. Клинические признаки синдрома могут имитировать признаки внутриутробной инфекции, а некоторые симптомы также совпадают с системной красной волчанкой. Первое описание восьми случаев синдрома было сделано в 1984 г., болезнь получила название «синдром Экарди-Гутьер» в 1992 году, первая конференция, посвященная этому заболеванию, была проведена в Павии в 2001 году.

## Этиология
Синдром Экарди-Гутьер является генетически гетерогенным заболеванием, с заболеванием связаны мутации в семи генах, а именно: TREX1, RNASEH2A, RNASEH2B, RNASEH2C (которые вместе кодируют ферментный комплекс рибонуклеазы H2), SAMHD1, ADAR1 и IFIH1. Это неврологическое заболевание встречается у всех групп населения во всем мире. На 2014 год было известно не менее 400 случаев синдрома.
| Тип  | OMIM        | Ген      | Локус    | Частота                              |
| ---- | ----------- | -------- | -------- | ------------------------------------ |
| AGS1 | OMIM 225750 | TREX1    | 3p21.31  | 23% (1% с доминантным наследованием) |
| AGS2 | OMIM 610181 | RNASEH2B | 13q14.3  | 36%                                  |
| AGS3 | OMIM 610329 | RNASEH2C | 11q13.1  | 12%                                  |
| AGS4 | OMIM 610333 | RNASEH2A | 19p13.2  | 5%                                   |
| AGS5 | OMIM 612952 | SAMHD1   | 20q11.23 | 13%                                  |
| AGS6 | OMIM 615010 | ADAR     | 1q21.3   | 7% (1% с доминантным наследованием)  |
| AGS7 | OMIM 615846 | IFIH1    | 2q24     | 3% (все с доминантным наследованием) |